# Xylena thoracica
Xylena thoracica är en fjärilsart som beskrevs av A.W. Putnam-Cramer 1886. Xylena thoracica ingår i släktet Xylena och familjen nattflyn. Inga underarter finns listade i Catalogue of Life.